# Nördtjärnen (Lövångers socken, Västerbotten)
Nördtjärnen är en sjö i Skellefteå kommun i Västerbotten och ingår i Mångbyåns huvudavrinningsområde. Sjön har en area på 0,0472 kvadratkilometer och ligger 7 meter över havet.

## Delavrinningsområde
Nördtjärnen ingår i det delavrinningsområde (715747-176844) som SMHI kallar för Utloppet av Högfjärden. Medelhöjden är 19 meter över havet och ytan är 18,27 kvadratkilometer. Räknas de 2 avrinningsområdena uppströms in blir den ackumulerade arean 42,49 kvadratkilometer. Högfjärdån som avvattnar avrinningsområdet har biflödesordning 2, vilket innebär att vattnet flödar genom totalt 2 vattendrag innan det når havet efter 12 kilometer. Avrinningsområdet består mestadels av skog (55 procent), öppen mark (11 procent) och jordbruk (10 procent). Avrinningsområdet har 3,66 kvadratkilometer vattenytor vilket ger det en sjöprocent på 20 procent.